# Callitris preissii
Callitris preissii — вид хвойних рослин родини кипарисових.

## Поширення, екологія
Країни проживання: Австралія (Новий Південний Уельс, Квінсленд, Південна Австралія, Вікторія, Західна Австралія). Зазвичай зустрічається на прибережних і внутрішніх піщаних дюнах, піщаних заплавах і невисоких хребтах, часто в малі.

## Морфологія

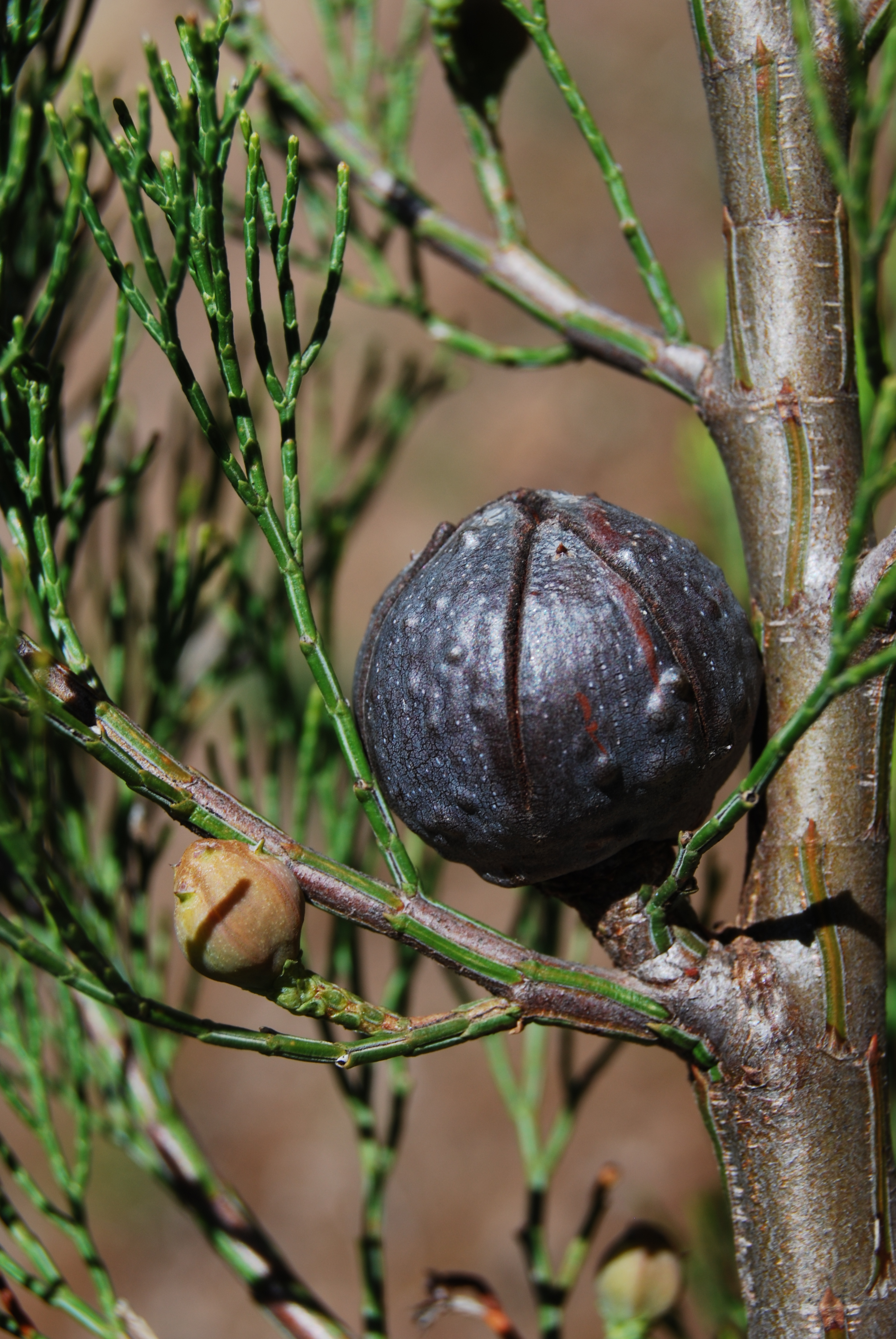
Шишка

Дерево або кущ із прямими або розлогими гілками, або хирляве, нерівно розгалужені дерева, іноді з кількома стовбурами, іноді сіруваті; може досягати висоти до 20 метрів. Листя від сірого до синьо-зеленого кольору, довжиною 2–4 мм. Чоловічі шишки ростуть в групах, довжиною до 5 міліметрів, циліндричної форми. Жіночі шишки поодинокі або кілька разом на товстих, часто згрупованих плодоніжках, залишаються на гілках довго після зрілості, від яйцюватої до плоскувато-кулястої форми, 20–35 мм у діаметрі. Темно-коричневе насіння ≈ 4 міліметри й може мати дві або три лопаті.

## Використання
Дуже обмежений місцевий використання для тинів.

## Загрози та охорона
Перетворення земель для сільського господарства й скотарства призвело до деякої втрати середовища проживання у всьому ареалі. Крім цього ніяких конкретних загроз виявлено не було. Відбувається в охоронних районах.